# Ville héros d'Ukraine

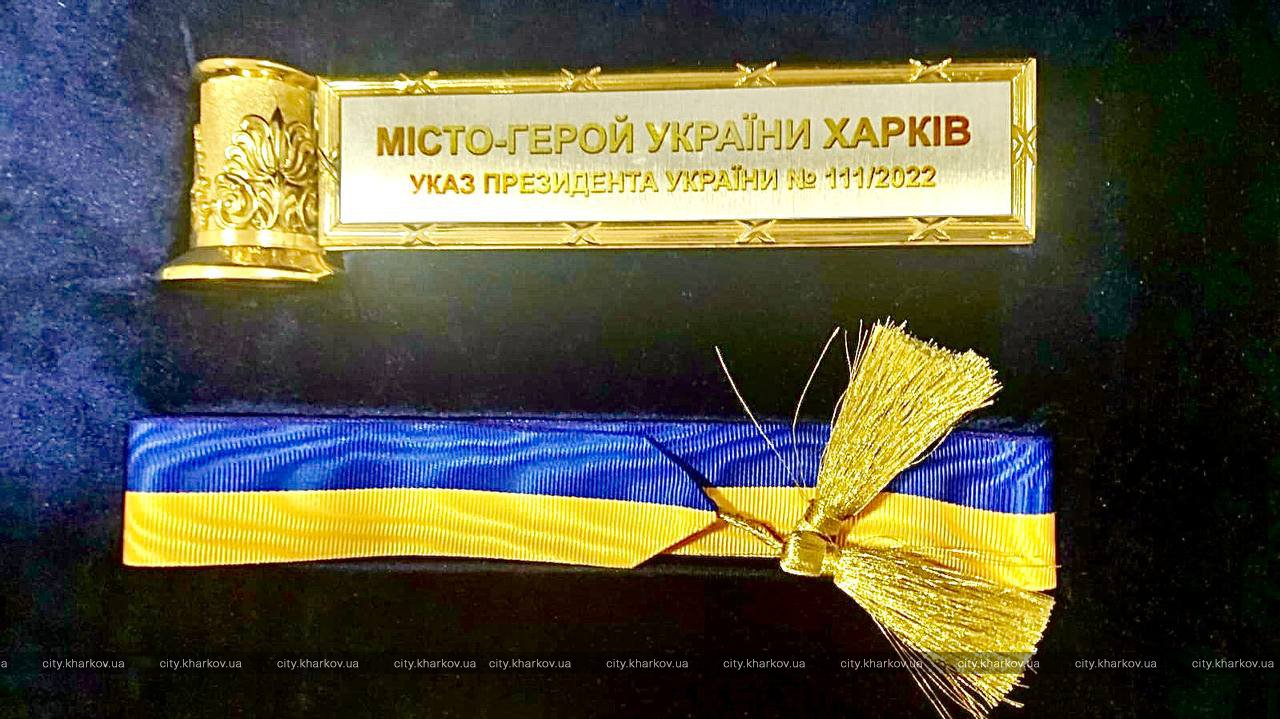
Le prix Ville héros d'Ukraine pour Kharkiv.

Ville héros d'Ukraine est un titre honorifique ukrainien attribué aux villes ukrainiennes dont les habitants se sont héroïquement battus au cours de la guerre contre la Russie. Le titre a été créé le 6 mars 2022 pour les villes de Volnovakha, Hostomel, Marioupol, Kharkiv, Kherson et Tchernihiv. Cette distinction pour les villes correspond au Héros d'Ukraine.

## Origine

### Union soviétique
À la suite de la Grande Guerre patriotique, certaines villes furent considérées comme de véritables héroïnes de l'Union. Le 1er mai 1945, Staline utilise officiellement le nom de « villes héros » dans son ordre de commandement suprême no 20. Le 8 mai 1965 est officiellement introduit le titre de Ville héros de l'Union soviétique. Après la dissolution de l'URSS, les villes héros des nouveaux États indépendants ont gardé leur titre, c'est le cas des villes ukrainiennes de Kiev et Odessa (ainsi que Sébastopol et Kertch, annexées en 2014 par la Russie).

### Ukraine
Le 6 mars 2022, le Président Zelensky a décrété la création du titre de « villes héros de l'Ukraine », équivalent du titre Héros de l'Ukraine. L'objectif est de récompenser les villes et les habitants se battant ou s'étant battus contre les Forces russes. Il a été décerné aux villes de Kharkiv, Tchernihiv, Marioupol, Kherson, Hostomel et Volnovakha, toutes en raison de la guerre contre la Russie.
Le président a déclaré sur le sujet : « J'ai décidé de marquer nos villes héros d'un titre spécial qui existait déjà. Quand une autre invasion avait été défaite. Mais une invasion similaire. Une autre invasion. Mais une invasion pas moins cruelle. »
Le 25 Mars 2022 Zelensky a accordé le titre à 4 autres villes via le décret N°164/2022. Ces villes sont Boutcha Irpin Okhtyrka et Mykolaïv 

## Liste des villes détentrices
| Ville      | Date d'obtention | Raison                 | Note |
| ---------- | ---------------- | ---------------------- | ---- |
| Hostomel   | 6 mars 2022      | Bataille de Hostomel   |      |
| Kharkiv    | 6 mars 2022      | Bataille de Kharkiv    |      |
| Marioupol  | 6 mars 2022      | Siège de Marioupol     |      |
| Tchernihiv | 6 mars 2022      | Bataille de Tchernihiv |      |
| Volnovakha | 6 mars 2022      | Bataille de Volnovakha |      |
| Boutcha    | 25 mars 2022     | Bataille de Boutcha    |      |
| Irpin      | 25 mars 2022     | Bataille d'Irpin       |      |
| Okhtyrka   | 25 mars 2022     | Bataille d'Okhtyrka    |      |
| Mykolaïv   | 25 mars 2022     | Bataille de Mykolaïv   |      |